# Lõunakeskus
Le centre commercial du Sud (en estonien estonien : Lõunakeskus) est un centre commercial et de loisirs à Tartu en Estonie.

## Présentation
Lõunakeskus est un grand centre commercial appartenant au groupe Astri, situé près de l'intersection de Ringtee tänav et Riia tänav.
Lõunakeskus abrite plus de 170 magasins et prestataires de services.
Lõunakeskus est aussi un lieu de loisirs où se trouve, entre-autres, la patinoire Astri Arena, le cinéma Apollo avec 6 salles, l'hôtel Sophia, un club de sport, un parc d'aventure.
La superficie du centre est de 90 300 mètres carrés.
Le centre accueille chaque année plus de 5 millions de visiteurs.

## Galerie

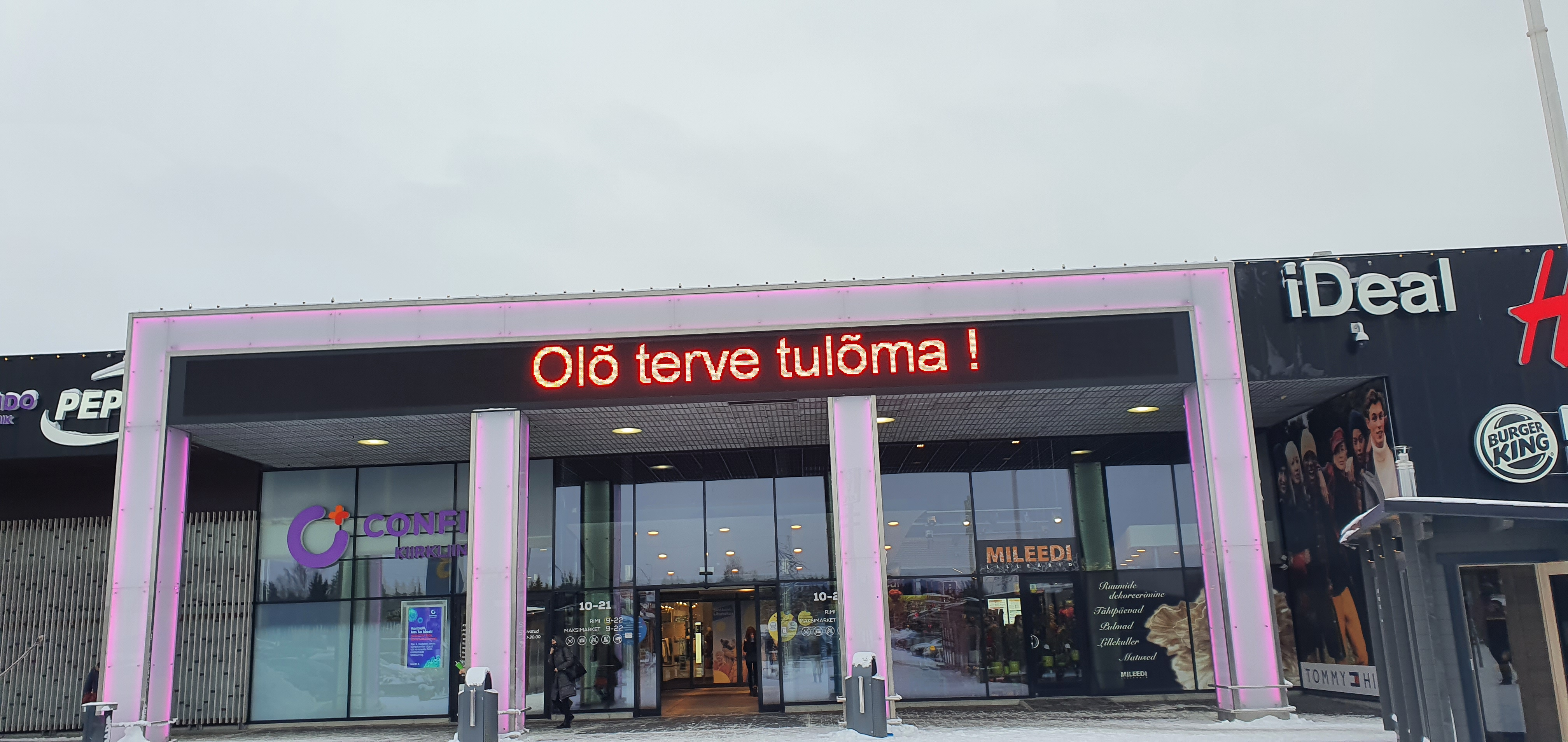
Entrée du centre commercial.
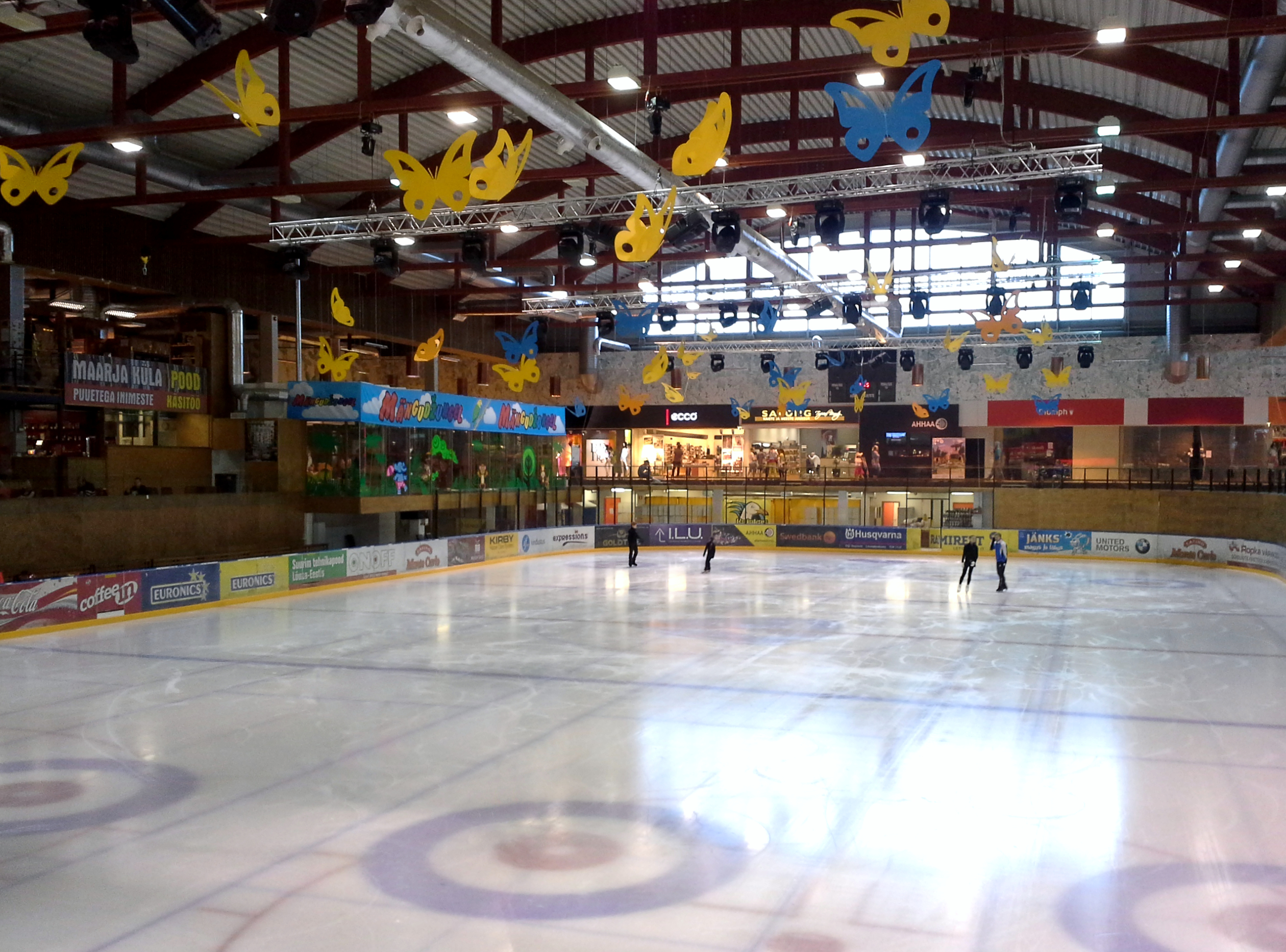
Patinoire du Lounakeskus.

### Liens  externes
- Site officiel